# Synagoga Moszka Kaufmana w Łodzi
Synagoga Moszka Kaufmana w Łodzi – prywatny dom modlitwy znajdujący się w Łodzi przy ulicy Kamiennej 17.
Synagoga została zbudowana w 1898 roku z inicjatywy Moszka Kaufmana. Mogła ona pomieścić 30 osób. Podczas II wojny światowej hitlerowcy zdewastowali synagogę.